# Farghamiru
Farghamiru é uma cidade na província de Badaquexão, situada no nordeste do Afeganistão, ao sul do Jurme, no rio Kokcha.